# مارتن بايس
مارتن بايس (بالهولندية: Maarten Paes)‏ هو لاعب كرة قدم هولندي في مركز حراسة المرمى، ولد في 14 مايو 1998 في نايميخن في هولندا. لعب مع إن إي سي نيميخن.

## وصلات خارجية
- مارتن بايس على موقع الدوري الأمريكي (الإنجليزية)
- مارتن بايس على موقع قاعدة بيانات كرة القدم.إي يو (الإنجليزية)
- مارتن بايس على موقع ناشيونال فوتبول تيمز (الإنجليزية)
- مارتن بايس على موقع Soccerway.com (الإنجليزية)
- مارتن بايس على موقع عالم كرة القدم.نت (الإنجليزية)